# Tuvinska
Tuvinska (тыва дыл (tyva dyl) eller tıva dıl) är ett nordligt turkspråk som talas av omkring 206 000 tuviner i den ryska delrepubliken Tuva i syd-centrala Sibirien samt av cirka 27 000 i Burjatien, Mongoliet och Kina. Språket har lånat ett stort antal rötter från mongoliskan och ett fåtal ord från ryskan. 
Tuvinska kan indelas i flera dialekter, och skillnaderna dem emellan är relativt stora. Däribland kan nämnas tozja, västlig tuva, erzin, kungurtuch med flera.

## Ortografi

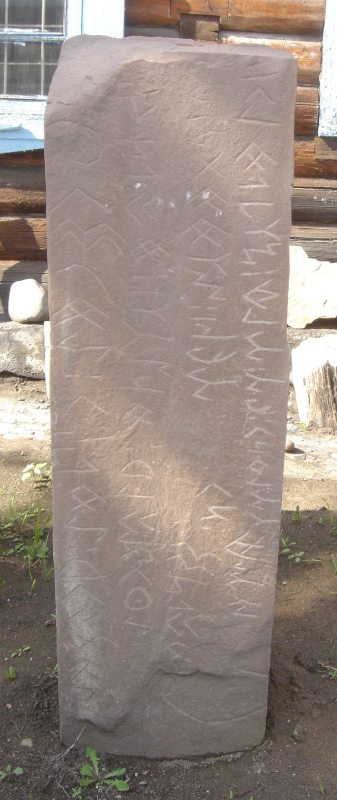
Tuvinska i gammal turkisk skrift.

Språkets första skrivsystem, en variant av det latinska alfabetet med några specialtecken för att återspegla tuvinskans ljud, uppfanns av den tuvinske buddhistmunken Mongusj Lopsan-Tjimit i början av 1930-talet. Det latinska alfabetet ersattes 1941 med en variant av det kyrilliska som utöver det ryska kyrilliska alfabetet inbegriper bokstäverna Ңң ('ng'; [ŋ]), Өө ('ö'; [ø]) och Үү ('ü'; [y]). Efter Sovjetunionens fall har det växt upp ett visst intresse i att återinföra den latinska skriften.

## Fonologi
Tuvinskans stavelsestruktur är (K)V(K)(K). Dock tycks inte lång vokal kunna kombineras med stavelsefinal konsonantkombination.

### Vokaler
Vokallängd är distinktiv, och det finns åtta separata vokalkvaliteter. I första stavelsen i ett ord (vilket kan vara ordets enda stavelse) är dessutom tonhöjd distinktiv.
| Vokaler |             |          |         |          |         |
|         |             |          |         |          |         |
|         |             | främre   | främre  | bakre    | bakre   |
|         |             | orundade | rundade | orundade | oundade |
| korta   | slutna      | i        | y       | ɨ        | u       |
| korta   | icke-slutna | e        | œ       | a        | o       |
| långa   | slutna      | iː       | yː      | ɨː       | uː      |
| långa   | icke-slutna | eː       | œː      | aː       | oː      |

### Konsonanter
Tuvinskan har 19 konsonantfonem. Stavelseinitiala konsonantkombinationer förekommer endast i lånord, men i stavelsefinal position finns sådana även i tuvinska ord.
| Konsonanter |        |        |          |          |         |         |       |       |  |
|             | labial | labial | alveolar | alveolar | palatal | palatal | velar | velar |  |
| klusil      | ph     | p      | th       | t        |         |         | kh    | k     |  |
| nasal       | m      | m      | n        | n        |         |         | ŋ     | ŋ     |  |
| tremulant   |        |        | r        | r        |         |         |       |       |  |
| frikativa   |        |        | s        | z        | ʃ       | ʒ       | x     | x     |  |
| affrikata   |        |        |          |          | ʧ       | ʧ       |       |       |  |
| lateral     |        |        | l        | l        |         |         |       |       |  |
| approximant | v      | v      |          |          | j       | j       |       |       |  |

Kommentarer:
- De oaspirerade klusilerna p, t och k är lätt tonande.
- Paren av aspirerade/oaspirerade klusiler är enbart distinktiva i ordinitial position.
- v uttalas med mycket svag friktion, och är närmast att betrakta som en approximant.

Allofoner av konsonantfonemen:
- /k/ : [k] vid främre vokaler, [q] vid bakre vokaler
- /g/ : [g] vid främre vokaler, [ɣ] vid bakre vokaler
- /p/ : [p] i de flesta fall, [v] intervokaliskt - observera att denna allofon är fonetiskt lika fonemet /v/.
- /ʧ/ : [ʧ] i de flesta fall, [ʤ] efter sonoranter

## Morfologi
Som de flesta turkspråk är tuvinskan ett agglutinerande språk med av vokalharmoni betingad allomorfi. Tuvinskan använder sig nästan uteslutande av suffix för morfologiska funktioner, men även i mer begränsad omfattning av till exempel vokalförlängning, elision och reduplikation.
Substantivets morfotax: ordstam numerus ägandemarkör kasus
Pluralis uttrycks i tuvinskan med hjälp av ett pluralsuffix.
Ägandemarkören används på något som ägs, och anger person och numerus hos ägaren.
Tuvinskan har sex morfologiska kasus: ablativ, ackusativ, allativ, dativ, genitiv och lokativ. Dessa undergår alla vokalharmoni, med undantag av allativ. Därför kan det ifrågasättas om allativ är ett morfologiskt kasus. Utöver dessa uttrycker avsaknaden av ett overt kasussuffix nominativ.